# Hydrant

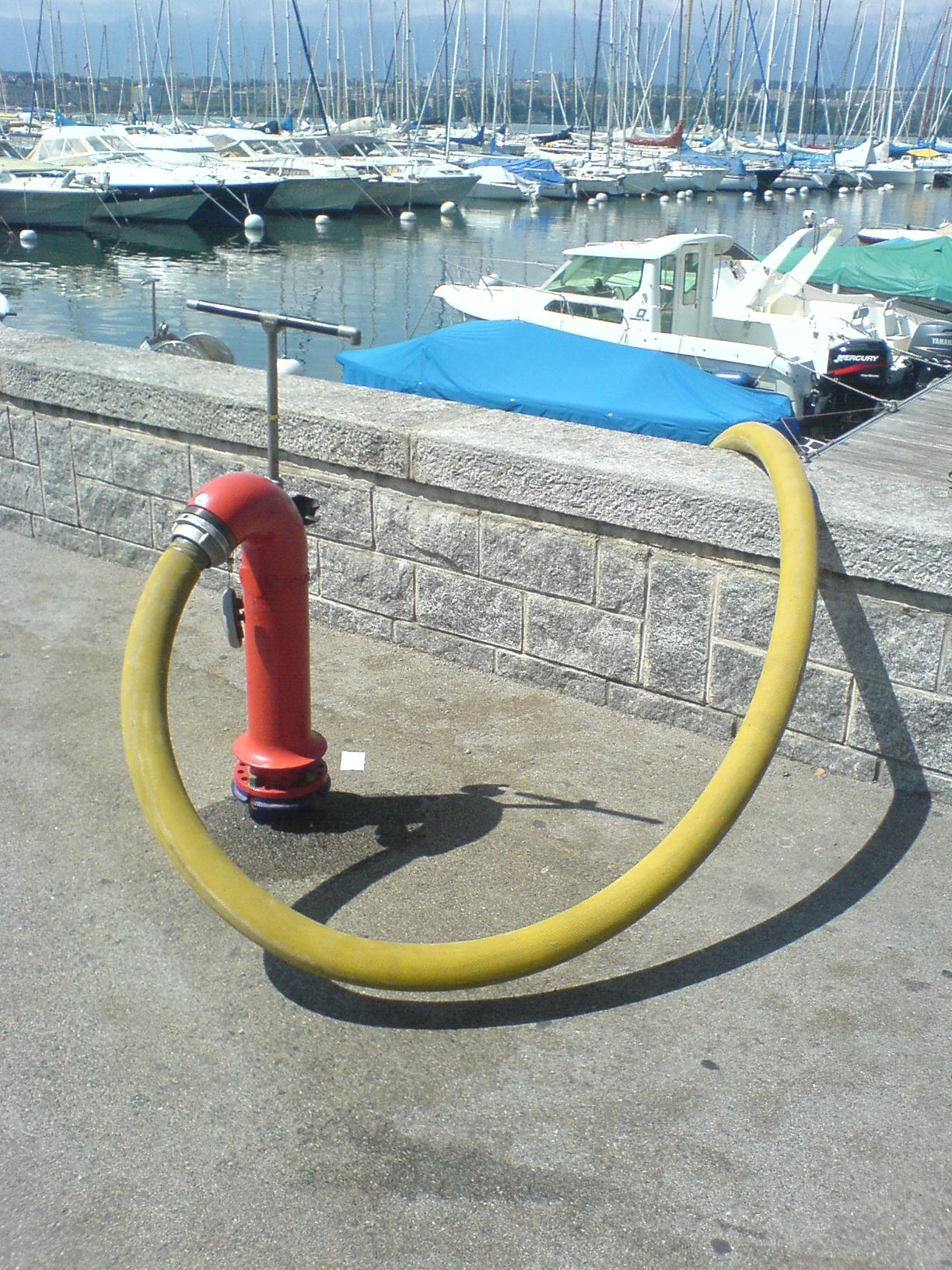
Poteau incendie à Genève.

Une borne d'incendie, bouche d'incendie ou poteau d'incendie en France, appelée borne d'incendie, borne-fontaine ou poteau d'incendie au Canada, borne hydrante ou poteau d'incendie en Suisse (les termes hydrant ou hydrante sont utilisés en Belgique, dans l’Est de la France, au Luxembourg et en Suisse, empruntés à l'allemand,) est un dispositif de lutte contre l'incendie mis en place par les communes, les EPCI et par des sociétés privées (industrie, établissements recevant du public, sites militaires) dans leurs enceintes.
Cette prise d'eau est disposée sur un réseau aérien ou souterrain d'eau sous pression permettant d'alimenter les fourgons d'incendie des sapeurs-pompiers.
Ces réseaux sont soit affectés à la lutte contre l'incendie, soit destinés à l'alimentation en eau potable, à l'irrigation ou à l'industrie (eau brute). Ils sont constitués de canalisations d'un diamètre intérieur d'au moins 100 mm.
Les points d'accès au réseau (les hydrants) sont situés de préférence à proximité de la chaussée (5 m), de manière à rester accessibles en permanence.

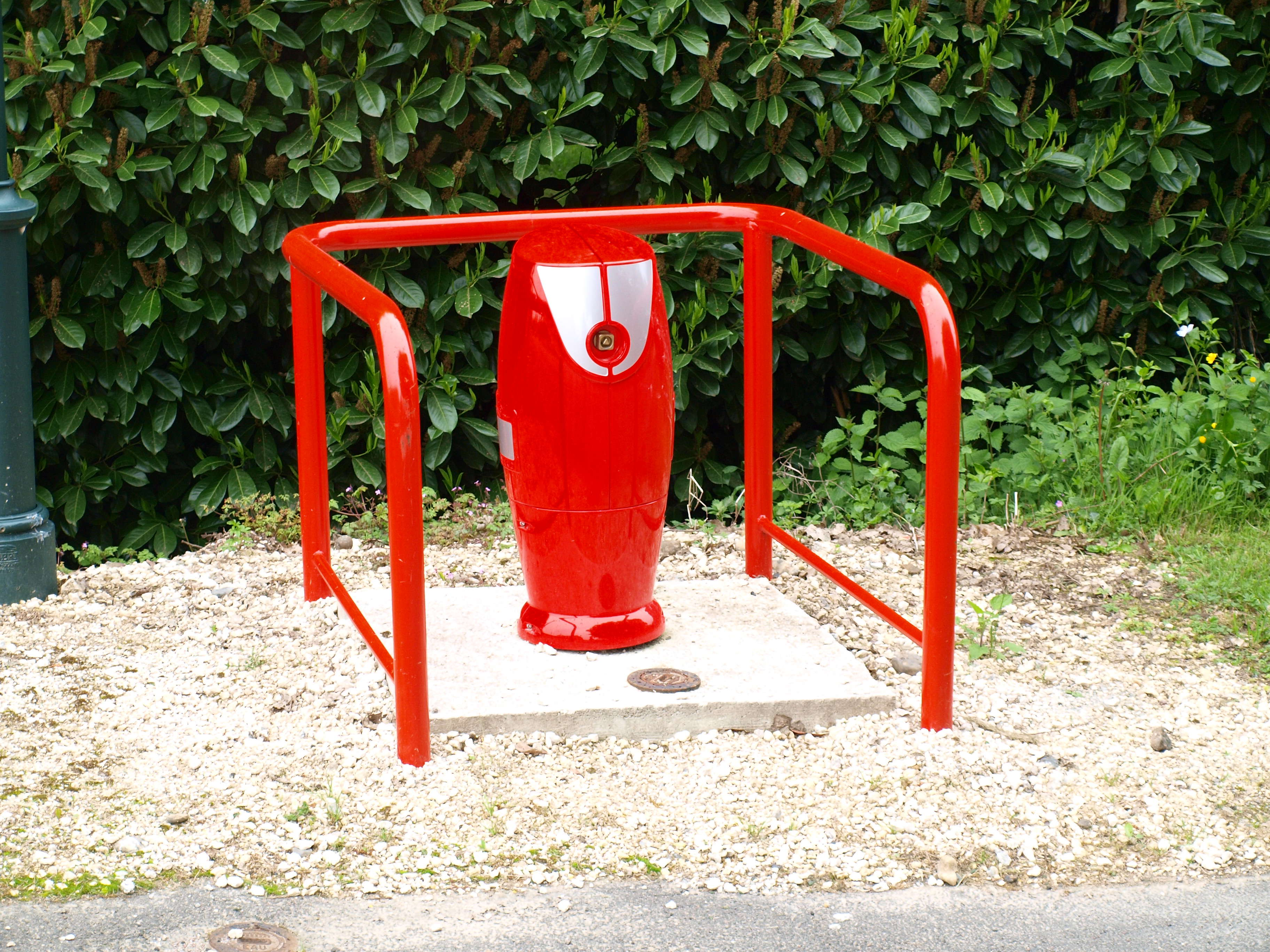
Une borne d'incendie dans le Loiret en France.

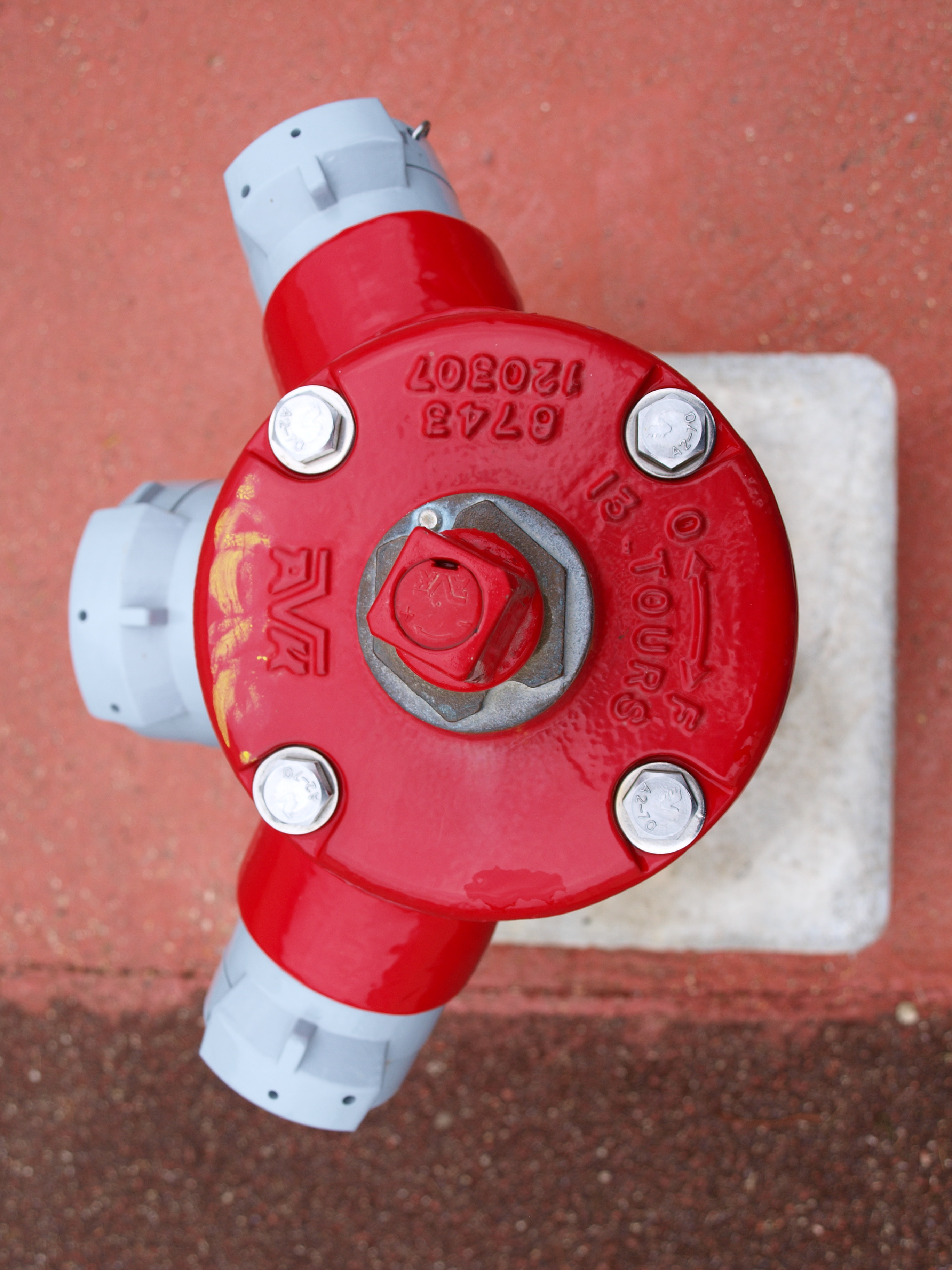
Vue zénithale d'une borne d'incendie à Méyrié.

## Étymologie

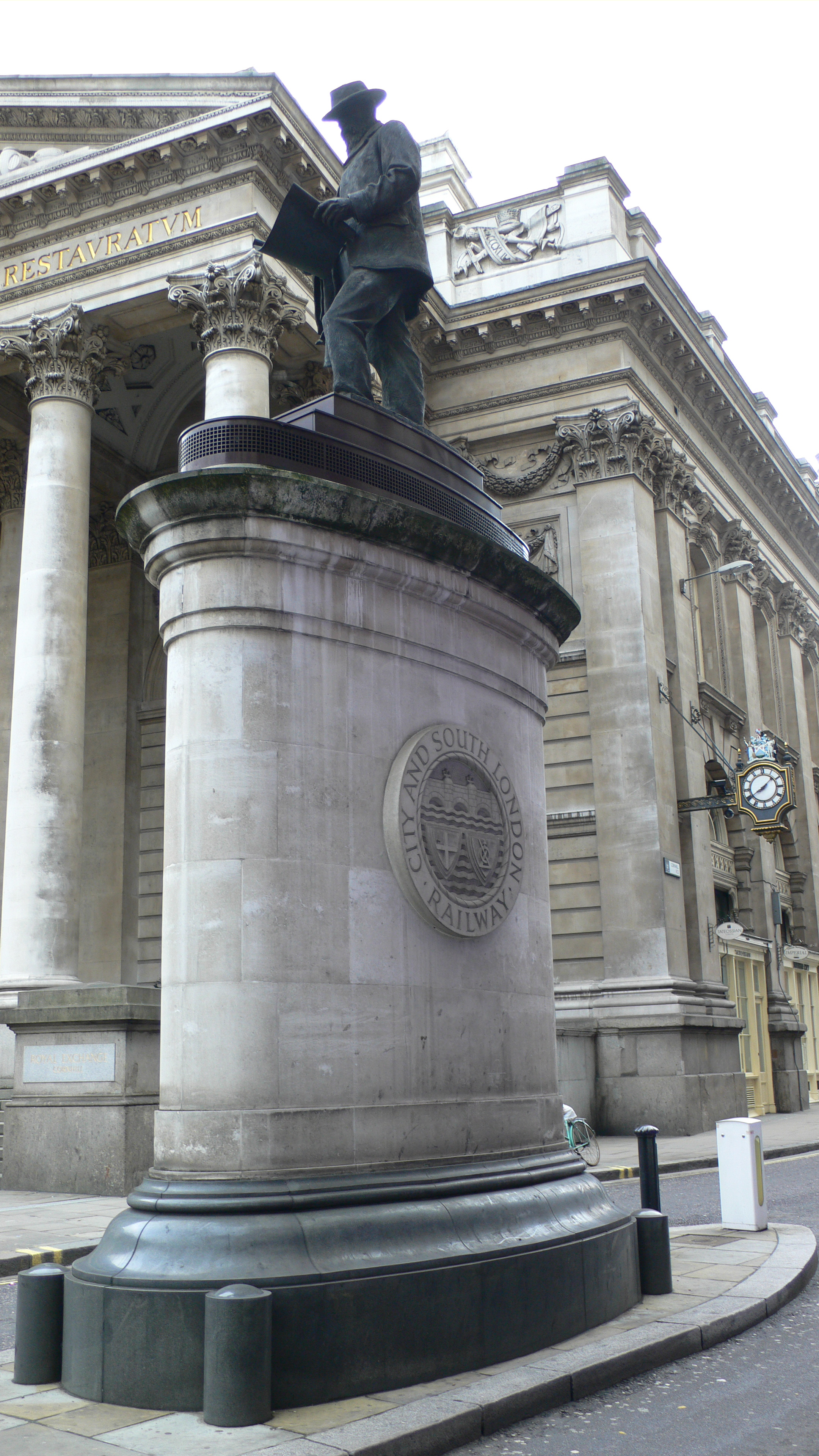
Statue en l'honneur de James Henry Greathead

Le mot « hydrant » provient de l'allemand Hydrant. En France, les mots « borne d'incendie », « bouche d'incendie » ou « poteau d'incendie » sont utilisés. Ceux-ci font partie de ce que le code général des collectivités territoriales définit comme « point d'eau incendie » (acronyme PEI),. Toutefois, en 1933 à Oran, dans les publicités, les poteaux incendie étaient dits hydrant.
En Amérique du Nord, on parle généralement de « borne-fontaine » ou de « borne hydrante ». En Suisse, on rencontre les termes de « poteau d’incendie » et de « bouche souterraine » dans le canton de Genève et de « borne hydrante » et « hydrant souterrain » dans les autres cantons.
À Paris, le vocable prise d'incendie couvre tout autant les notions de bouche que celles de poteau ou de borne d'incendie.

## Histoire

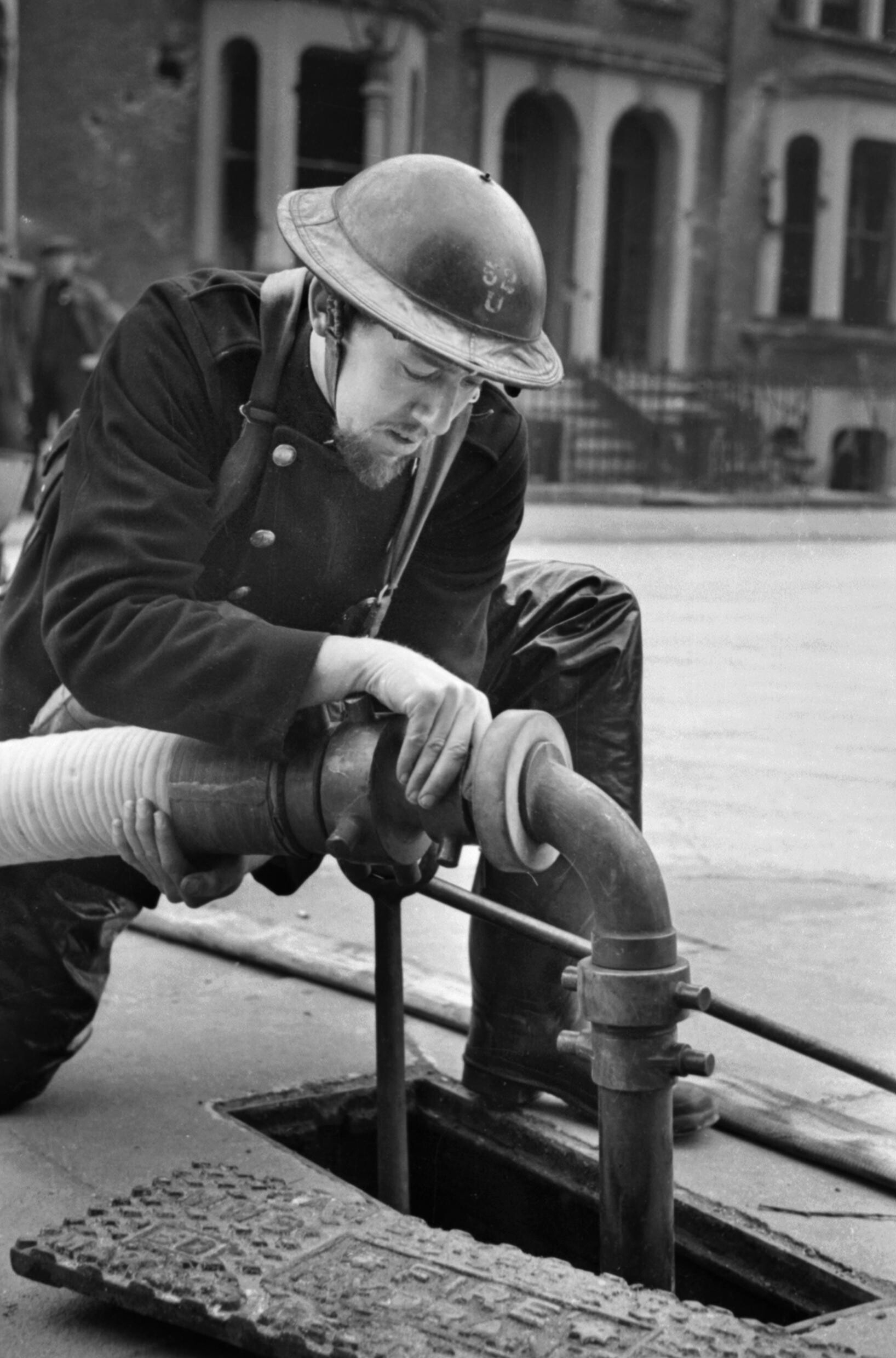
À Londres vers 1940.

Le premier hydrant aurait été conçu par James Henry Greathead, un ingénieur britannique du XIXe siècle qui est notamment connu pour ses travaux sur le métro de Londres inauguré en 1863.
Toutefois en 1870 en France, les pompiers continuent à utiliser des pompes à bras alimentées en eau par des chaînes humaines, alors qu'à Londres les pompiers utilisent des pompes à vapeur qui vont chercher de l'eau dans des grands conduits pour les verser sur les incendies.
En 1876, à Paris, des quartiers entiers restent dépourvus d'eau pour lutter contre l'incendie ; la ville ne compte alors que 345 bouches d'eau : 321 municipales et 24 particulières.
En 1880, à Paris, sont calculées les pressions d'eau nécessaires, en fonction des hauteurs des bâtiments et des différentes caractéristiques techniques.
En 1881, la ville de Paris envisage de placer des bouches à incendie tous les 200 mètres, et tous les 100 mètres pour l'eau en haute pression ; en positionnant des plaques rouges sur les murs avoisinants pour faciliter la découverte des bouches sous la neige. Il est alors question de déployer le standard de raccordement 100 millimètres Keyser[réf. nécessaire].
La même année, il apparaît que les dévidoirs sont avantageux par rapport à l'eau sans pression : un nombre d'hommes moindre suffit, le transport est facilité, la pression/hauteur est meilleure.
En 1886, Paris compte 2 742 bouches d'eau.
En 1900 à Paris, entre 6 000 et 7 000 bouches à incendie sont installées ; elles sont présentées tous les cent mètres et sont essayées une fois par mois. Seule une bouche d’incendie sur 200 est indisponible.
Au début du XXe siècle, la présence de bouches d'incendie est déjà répandue, notamment dans certaines grandes villes japonaises. Ainsi, en 1907, la ville de Tokyo compte 5 177 bouches d'incendie pour 1 870 526 habitants ; la ville d'Osaka compte 3 000 bouches d'incendie pour un nombre d'habitants de l'ordre de 800 000; Yokohama compte 1 236 bouches pour 331 597 habitants ; Kobe compte 1 173 bouches pour 295 276 habitants ; Nagasaki compte 492 bouches pour 159 041 habitants ; Hiroshima compte 709 bouches pour 127 117 habitants ; Hakodate compte 410 bouches pour 88 071 habitants , mais l’existence et le nombre de bouche incendie n'est pas documenté pour d'autres villes comme Shimonoseki, Okayama, Akita, Iizuka ou Kami.
En 1935, les bouches d'incendie sont conseillées pour l'organisation d'un service municipal d'incendie et par les sociétés d'assurances qui accordent des rabais aux assurés des villes équipées.

## Types
S'ils sont enterrés et accessibles par un regard, on parle de bouche d'incendie (BI), de bouche souterraine ou d'hydrant souterrain, et il est nécessaire d'y accoupler ou visser une colonne mobile, un coude d'alimentation ou une retenue pour pouvoir raccorder les tuyaux. Les bouches ont l'avantage de ne pas empiéter sur la chaussée, mais courent le risque d'être inaccessibles lorsqu'un véhicule est garé au-dessus, ainsi qu'en cas de neige ou de gel. Dans beaucoup de juridictions, il est interdit de se stationner sur une bouche d'incendie ou à une certaine distance d'une bouche d'incendie (qui est généralement de 3 à 5 mètres).
S'ils sont sous la forme d'un poteau d'environ un mètre de haut, on parle alors de poteau d'incendie (PI), de borne d'incendie, de borne hydrante ou de borne-fontaine en français canadien. On rencontre également dans certains pays une interdiction de stationner à proximité du poteau.

## Fonctionnement

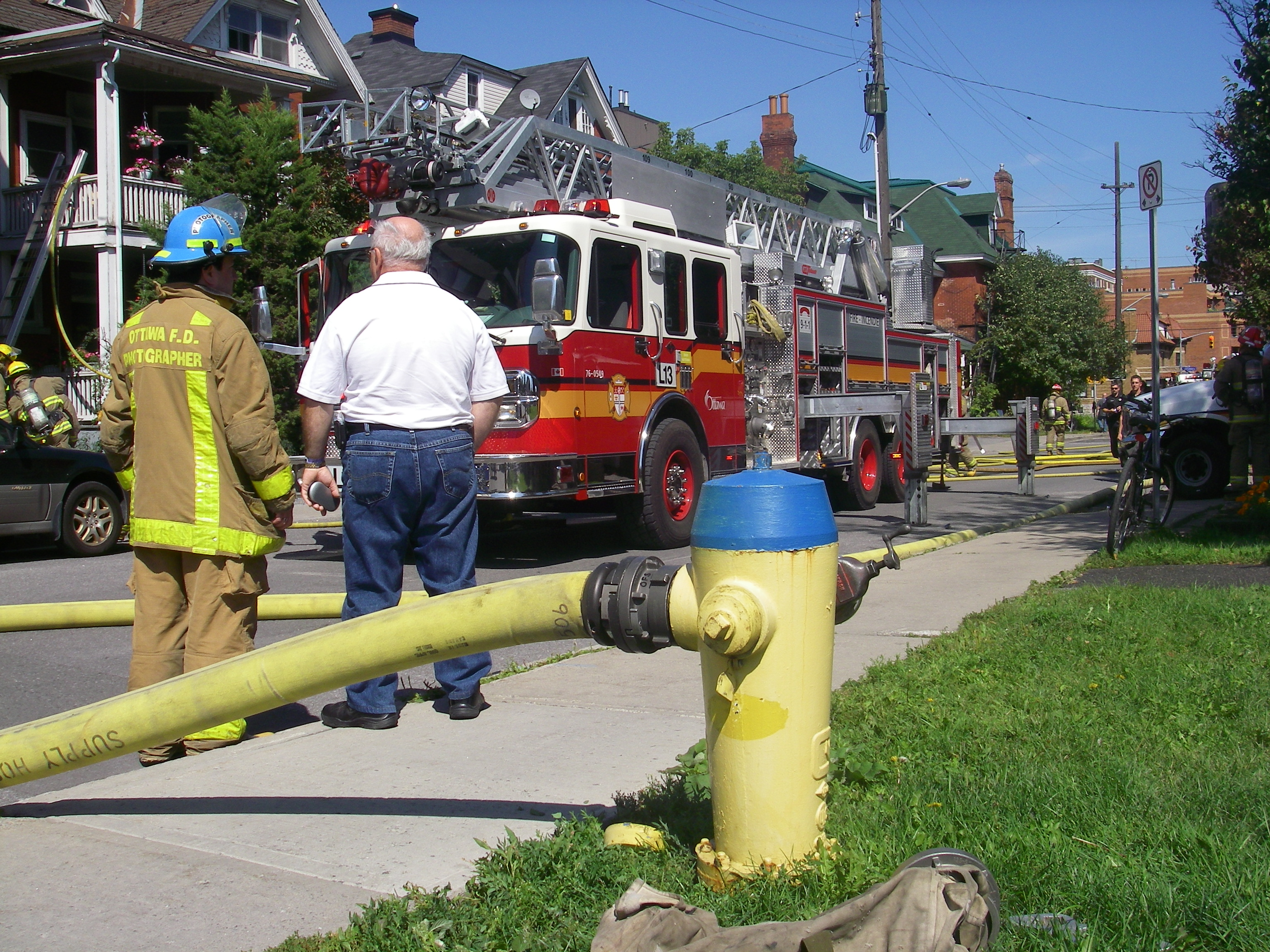
Hydrant relié à un fourgon d'incendie pour l'alimenter en eau

Dans le déroulement classique de l'extinction d'un feu, les tuyaux des sapeurs-pompiers sont alimentés par l'autopompe du fourgon d'incendie, pour des raisons :
- de rapidité (pouvoir fournir de l'eau immédiatement) ;
- de gestion (pouvoir compenser les irrégularités du dispositif d'alimentation) ;
- de sécurité (pouvoir contrôler et garantir la pression de refoulement nécessaire au bon fonctionnement des lances en bout d'établissement).

La pompe est fournie en eau par la tonne du fourgon, et dès que possible celle-ci est alimentée par le tuyau relié à l'hydrant. Lorsque la conception du fourgon ne permet pas d'utiliser toute la capacité de la pompe en passant par la tonne, la pompe peut être directement alimentée par l'hydrant, mais le dispositif devient alors fortement dépendant de la régularité de l'alimentation.
Exceptionnellement, on peut brancher une motopompe sur le poteau ou la bouche pour alimenter directement les tuyaux (en secours ou remplacement d'une autopompe, ou pour alimenter un établissement de tuyaux en relais).
Le réseau d'eau doit alors être suffisamment dimensionné pour garantir que la canalisation souterraine reste en charge.
À défaut, le tuyau souple utilisé pour brancher la pompe sur l'hydrant se pince, et il y a un risque de détérioration du réseau (destruction et aspiration des joints entre tuyaux de la canalisation, voire effondrement de la canalisation sous le poids du terrain, tous ces éléments étant conçus pour résister à une pression positive).
Le réseau doit être pourvu de réserves suffisantes pour permettre l'extinction d'un incendie et l'usage normal du réseau (eau potable ou industrielle).
L'utilisation d'un hydrant par un pompier nécessite un équipement approprié de protection individuelle, tels que des gants, un casque et une clé tricoise.

## Réservoirs et réseau de distribution

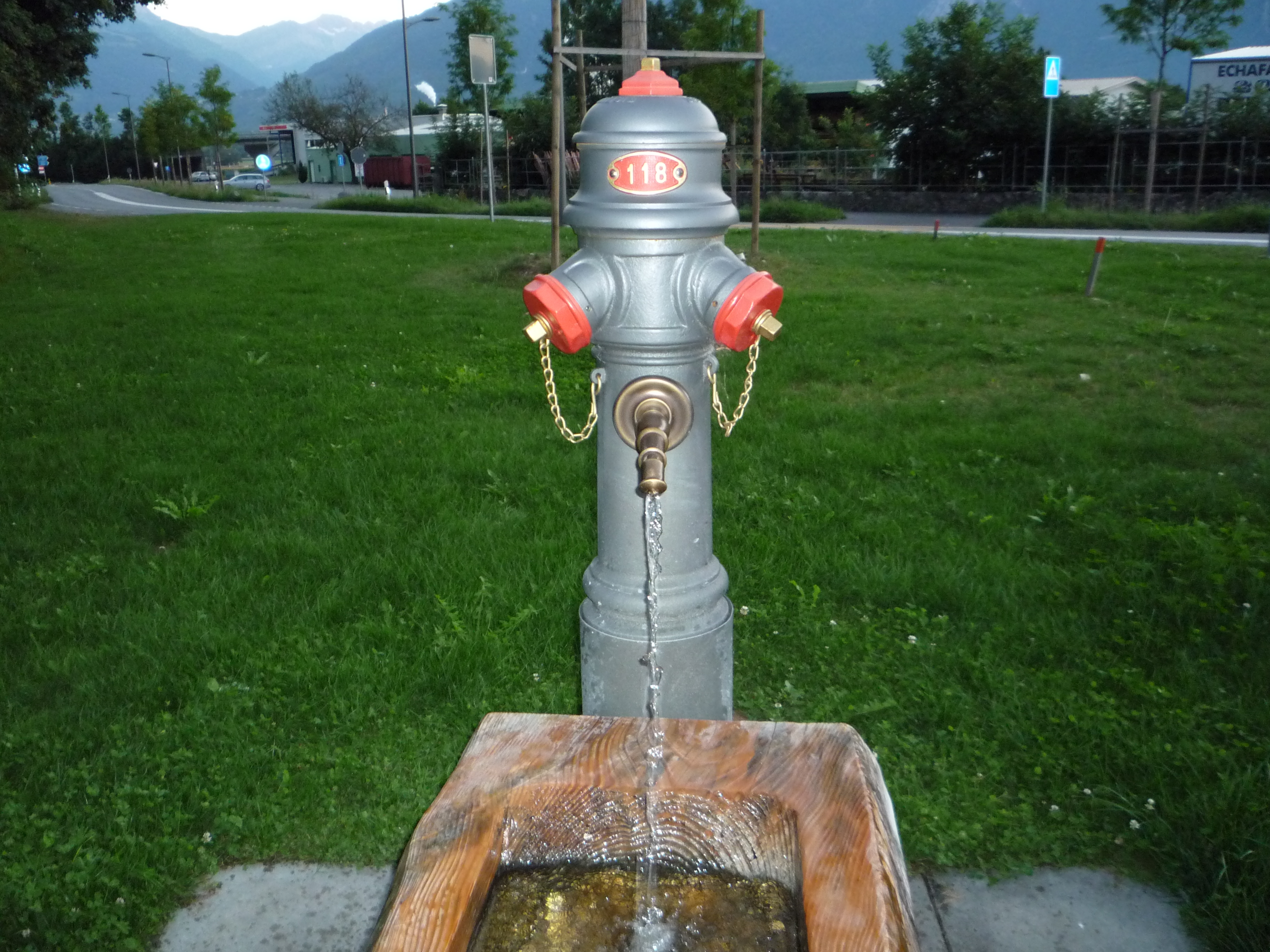
Hydrant utilisé comme fontaine à Aigle (Suisse)

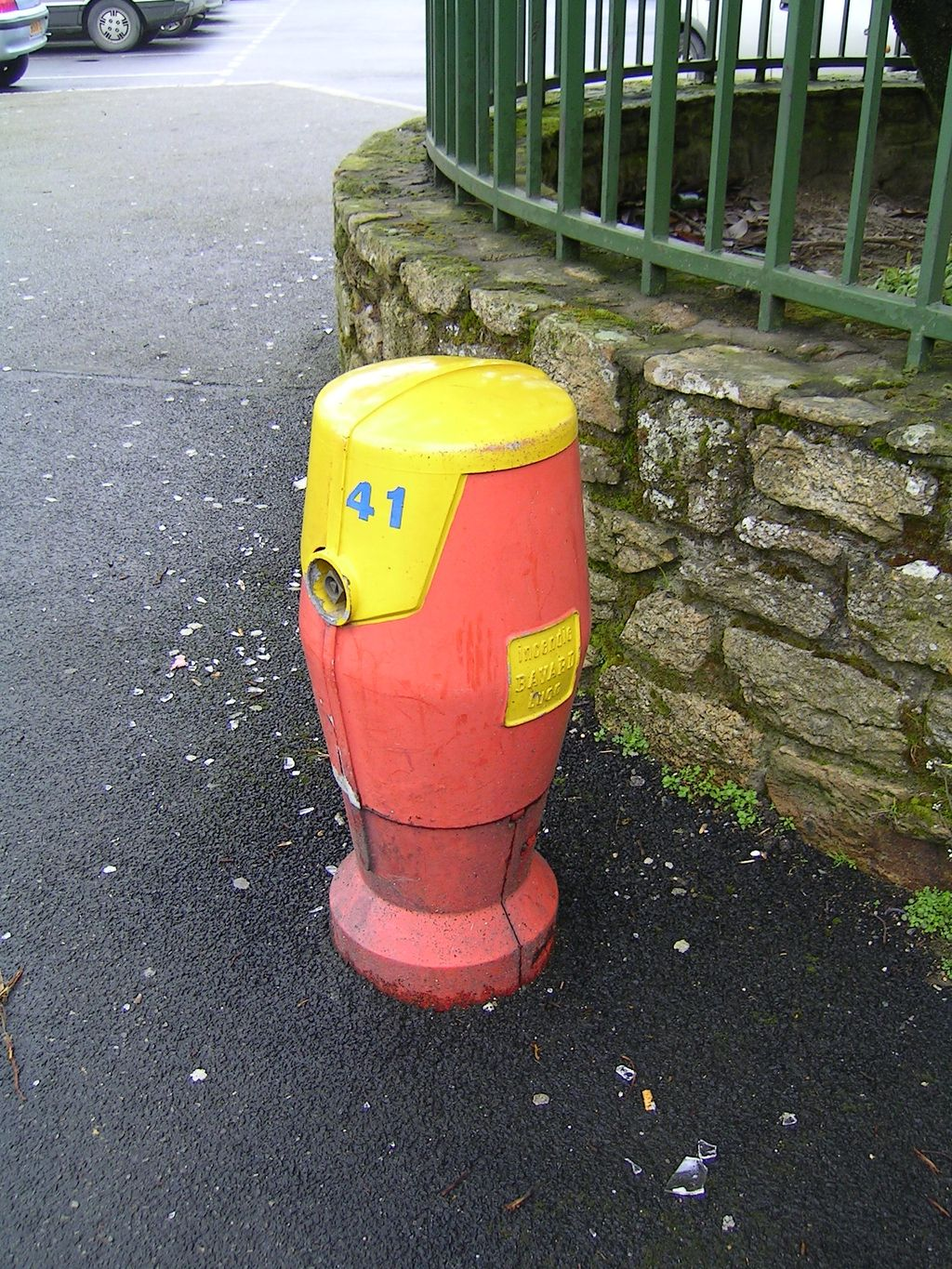
Borne d'incendie en France

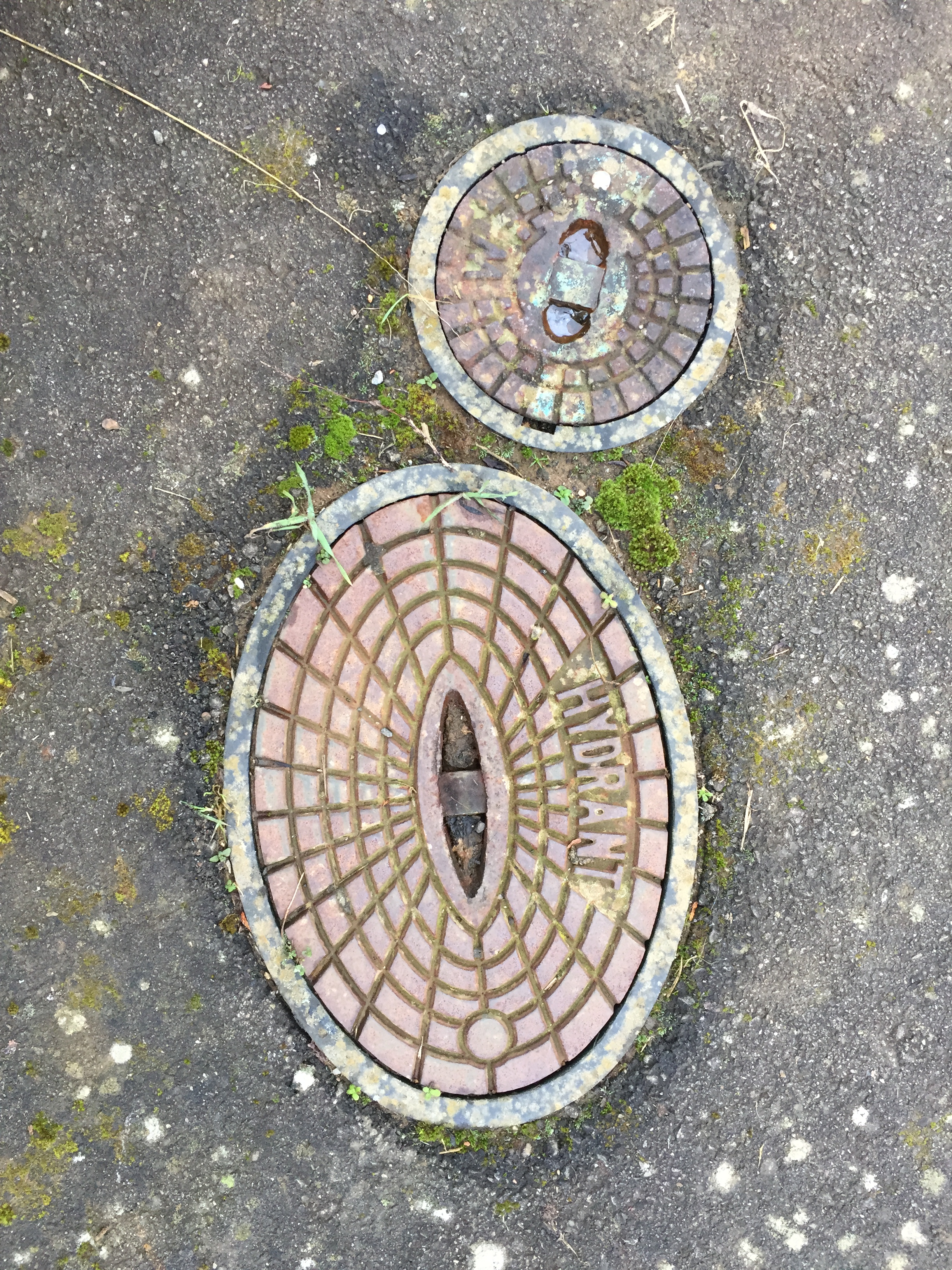
Taque d'hydrant au Grand-Duché de Luxembourg.

En France et en Belgique, les réservoirs doivent permettre au service d'incendie de mobiliser 120 m3 d'eau en deux heures au maximum (60 m3 chaque heure), ou plus en fonction du calcul de besoin en eau effectué par le service d'incendie en fonction du risque (surface, distribution interne, activités, stockages du bâtiment présentant le plus gros risque). En France, le débit sur l'hydrant de DN 100 est mesuré pour un débit de 60 m3/h sous une pression résiduelle de 1 bar au minimum. En Suisse, le débit et la capacité des réservoirs sont déterminés pour chaque zone en fonction du risque.
En Belgique, ils peuvent être fournis indifféremment par : 
- un réseau de distribution d'eau ;
- des réserves artificielles ;
- des réserves d'eau naturelles.

En France, les réserves d'eau doivent être pérennes. Par exemple, un cours d'eau qui n'aurait pas de débit en été du fait de la sécheresse ne peut être répertorié, comme hydrant.
De même les piscines ne sont pas prises en compte, car considérées comme non pérennes. Dans le département du Var, en France, une étude des Services du Conseil Général montre que dans les zones exposées au feu de forêt, moins de 25 % des piscines sont accessibles aux services de lutte contre l'incendie.
La plupart du temps le réseau est maillé, ce qui limite la stagnation de l'eau et permet notamment de fermer certains quartiers aux moyens de vannes de fermeture. Cette situation est particulièrement réelle dans les zones urbaines, mais cela est plus difficile dans les zones rurales. La réduction des pertes d'eau sur les réseaux d'alimentation en eau potable implique une sectorisation plus forte. Si la communication entre secteurs reste possible, la remise en service du maillage demande une intervention préalable, à charge du service des eaux.
Dans le tunnel sous la Manche, les hydrants disposent de raccords aux normes françaises (raccord symétrique Guillemin) et de raccords aux normes britanniques.

## Conception

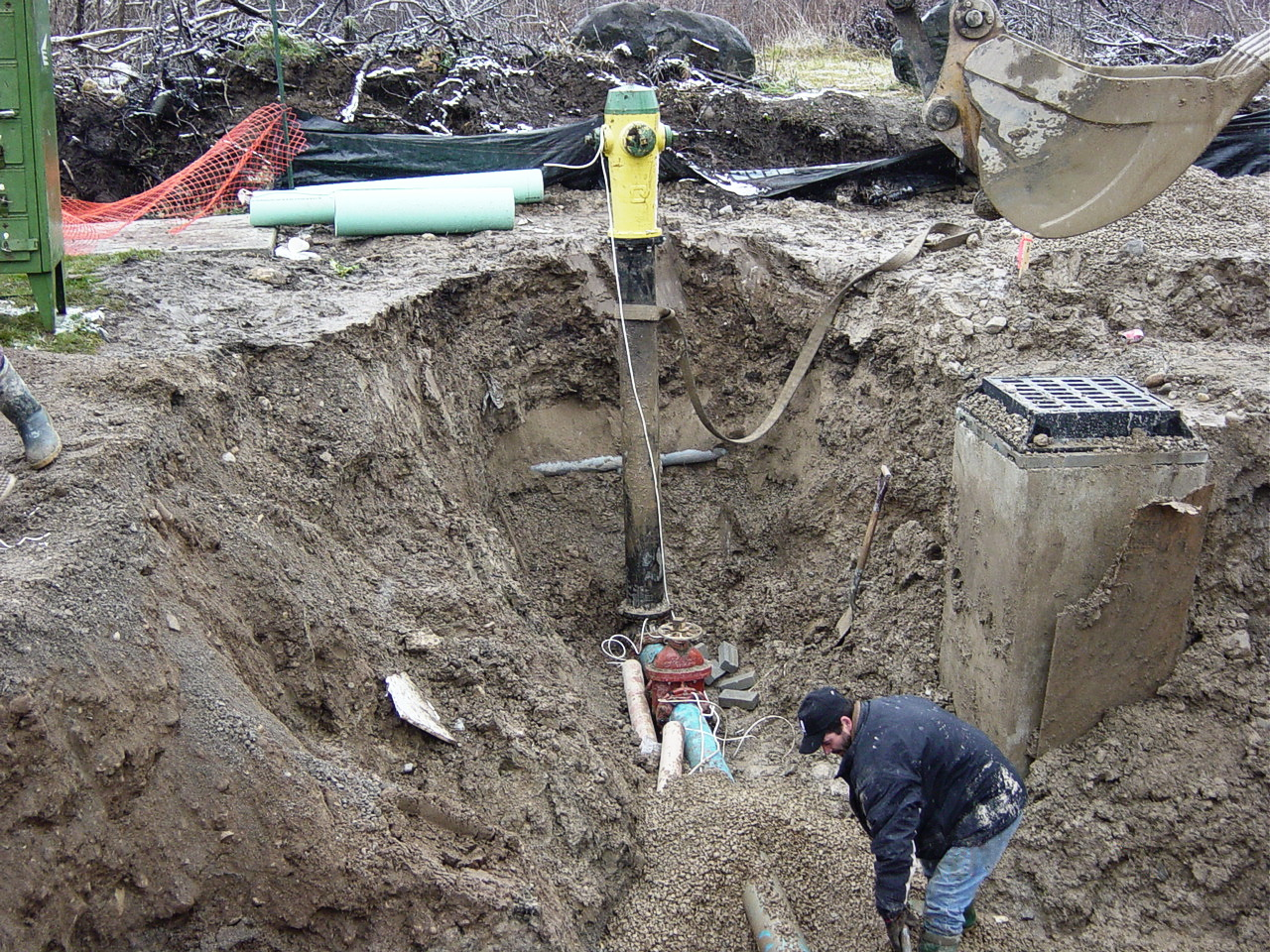
Installation d'une borne-fontaine au Canada

Un hydrant est une structure métallique ancrée au sol ou à un mur, conçue pour pouvoir facilement raccorder des tuyaux à une source de liquide (le plus souvent, simplement de l’eau) dans le but de lutter contre les incendies.  Chaque embout est généralement associé à une ou plusieurs valves pour autoriser ou non la sortie du liquide.
Les prises permettant le raccord d'un tuyau sont standardisées. En France, on trouve essentiellement des prises d'un diamètre de 150 mm, 100 mm ou 65 mm, ce diamètre limitant le débit maximum de sortie.  Des bouchons de protection (attachés par une chaînette pour ne pas les perdre) sont généralement montés sur les prises lorsque celles-ci sont inutilisées.
Sous l'hydrant se trouvent des canalisations souterraines qui permettent d'alimenter l'hydrant en liquide (eau).  En période hivernale, la vanne de vidange souterraine s'ouvre lorsque la valve d'eau est complètement fermée, et ce léger courant d'eau permet d'éviter la formation de gel dans la canalisation.
L'hydrant est parfois protégé par une coque (appelée coffre) d'aspect relativement cylindrique et reprenant son code couleur.

## Couleur
L'hydrant est recouvert d'une peinture vive qui permet de le repérer facilement dans son environnement.
En France, la couleur indique les caractéristiques du liquide disponible,, :
- rouge (toutes nuances confondues) : poteau d’incendie raccordé au réseau d’adduction d’eau potable sous pression (minimum 1 bar),
- bleu (RAL 5015) : poteau d'aspiration dans une source non pressurisée (étang, rivière, citerne, ...),
- jaune (RAL 1021) ou rouge marqué de bandes jaunes : poteau d’incendie branché sur réseau d’eau surpressé ≥ 8 bars (surpression permanente ou surpression au moment de l’utilisation), éventuellement additivé,
- orange (RAL 2000) : poteau d’incendie branché sur réseau d’eau additivé (notamment contre les feux d'origine chimique en milieu industriel).

Les hydrants de couleur verte ou grise ne sont pas destinés à la lutte contre l'incendie, mais réservés à des usages spécifiques à débit d'eau élevé.
Les hydrants peuvent être également multicolores. Aux États-Unis, on peut trouver des hydrants mêlant blanc, rouge et bleu par figure patriotique. Les couleurs sont purement pratiques ou artistiques, elles sont généralement exigées par la commune.[réf. souhaitée]

## Maintenance et inspections

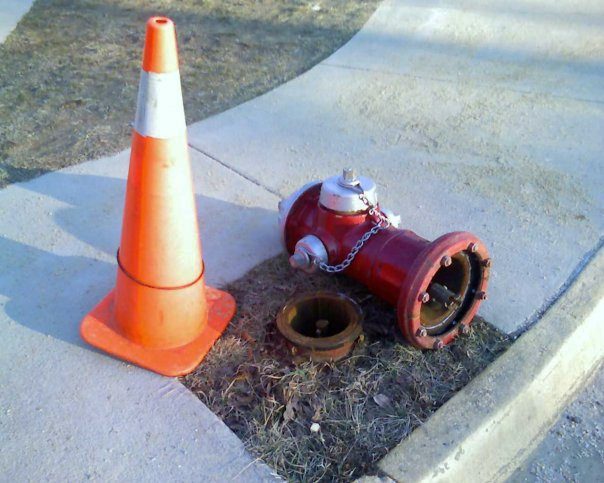
Un hydrant heurté par un chasse-neige. La partie arrachée est facilement interchangeable

Bien que généralement garantis un an, certains hydrants  le sont cinq voire dix ans selon les fabricants. La garantie n'exonère pas la nécessité de contrôles périodiques ; les hydrants nécessitent des inspections et des entretiens annuels.
Les inspections sont généralement effectuées par les municipalités locales ou leur délégataire. Il est recommandé chaque année par les fabricants de changer les joints de culasse et les joints toriques. La plupart du temps, les hydrants privés ne sont pas inspectés par les municipalités locales mais par des entreprises privées.
Ils peuvent être utilisés pour introduire des pistons racleurs dans les canalisations, pour maintenance.

## Normes

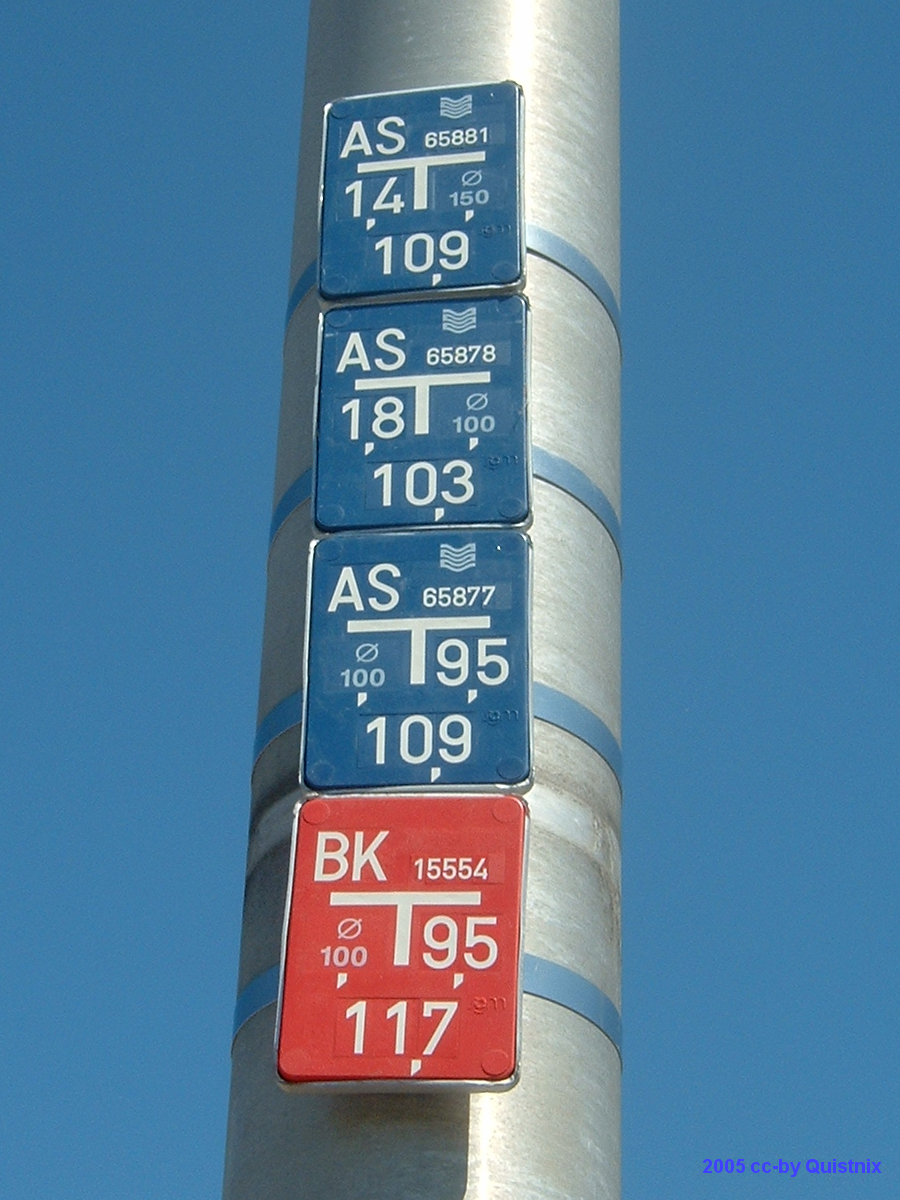
Signalétique néerlandaise.

Certains textes prévoient des densités, des distances et des diamètres pour les prises d'incendie.
La norme NF S 61 221 est relative au signalement.
La norme NF S 62 200 est relative à l'installation des hydrants.
Normes allemandes et européennes :
- DIN EN 14339 Unterflurhydranten (équivalent de DIN 3221)
- DIN EN 14384 Überflurhydranten (équivalent de DIN 3222)
- DIN 3321 Anforderungen und Anerkennungsprüfungen für Hydranten
- ÖNORM F 2010
- EN 1074-6 Armaturen für die Wasserversorgung – Anforderungen an die Gebrauchstauglichkeit und deren Prüfung – Teil 6: Hydranten
- DVGW e. V. : Technische Mitteilung, Merkblatt W 331, Auswahl, Einbau und Betrieb von Hydranten. DVGW Deutsche Vereinigung des Gas- und Wasserfaches e. V., Bonn 2006,  (ISSN 0176-3504).
- DVGW e. V. : Technische Regel, Arbeitsblatt W 405, Bereitstellung von Löschwasser durch die öffentliche Trinkwasserversorgung. DVGW Deutsche Vereinigung des Gas- und Wasserfaches e. V., Bonn 2008,  (ISSN 0176-3504).

## Ouvertures sauvages et effractions

### Gaspillages
Lorsque de fortes chaleurs surviennent, il peut arriver que des ouvertures intempestives de bouches d'incendie se produisent en France, notamment à Paris, en Seine-Saint-Denis, dans les Hauts-de-Seine et dans le Val-de-Marne.  L'objectif recherché est de créer d'impressionnantes fontaines à eau, objets de rafraîchissement et de récréation.
Ces expulsions d'eau à forte pression sont de véritables geysers susceptibles de blesser des enfants, d’inonder des habitations aux alentours et de dégrader les installations.
Une pénurie d'eau locale ou un débit insuffisant peuvent être causés par ces ouvertures intempestives.
Parmi les pompiers, on considère que l'ouverture sauvage des hydrants peut faire perdre 15 minutes dans l'extinction d'un incendie.

#### États-Unis
En août 1894, pendant une canicule qui cause 1 500 morts, les autorités, en la personne du chef de la police de New York Theodore Roosevelt, mettent en place des mesures d'urgence ; l'une de ces mesures consiste à rafraîchir les rues avec l'eau des hydrants.
Cette pratique, par la suite devenue illicite, a été promue en 1989 dans le film de Spike Lee Do the Right Thing.

#### En France
Cette pratique sauvage apparaît en France en 2015.
Le mercredi 21 juin 2017, les ouvertures sauvages ont touché environ 150 communes de la région parisienne, sur environ 500 appareils, provoquant un gaspillage d'environ 150 000 m3 d'eau selon les informations du syndicat des eaux d'Île-de-France, l'équivalent de 150 000 000 litres ou 60 piscines olympiques.  Sur ce même mois, cela correspond à un gaspillage de 600 000 m3 d'eau en Île-de-France, soit 600 000 000 litres ou 240 piscines olympiques.
D'après Le Monde, le problème s'aggrave : en 2015, 250 000 m3 d'eau ; en 2016, 450 000 m3 ; en cours d'année 2017, 600 000 m3.
Le coût de ces ouvertures se compose, d'une part, du coût de l'eau (entre 60 000 et 80 000 euros) et, d'autre part, des coûts indirects liés aux interventions de personnels.
Les maires sont désemparés et font appel aux services de l'État.  Pour faire des économies sur les dépenses d'eau, certaines municipalités font installer des systèmes de bague/kit antieffraction.  À 600 euros l'unité plus l'installation, le montant s'élève à 1 000 euros par hydrant,, obligeant les mairies à n'équiper que les hydrants les plus à risque d'abus (à titre d'estimation, Noisy-le-Sec par exemple comptabilise environ un total de 600 bouches d'incendie).
L'ouverture illégale d'un point d’eau incendie (PEI) constitue une détérioration ou dégradation d'un « bien destiné à l'utilité publique et qui appartient à une personne publique » (articles 322-3 8° du code pénal), sanctionnable de 5 ans de prison et de 75 000 euros d'amende.

### Appropriation
Le psychologue américain Harold Proshansky définit le concept d’appropriation pour parler de la manière dont les gens du voyage font usage des bornes à incendie à des fins d'alimentation en eau .